# Pseudione stylopoda
Pseudione stylopoda is een pissebed uit de familie Bopyridae. De wetenschappelijke naam van de soort is voor het eerst geldig gepubliceerd in 2004 door Christopher B. Boyko.